# Myra Hindley
Myra Hindley   (Manchester, 23 de juliol de 1942 - 15 de novembre de 2002) va ser una assassina en sèrie britànica que, juntament amb el seu company Ian Brady, va perpetrar els coneguts com a "Moors Murders" (Assassinats de la Lande) entre juliol de 1963 i octubre de 1965. Aquesta sèrie de crims va involucrar la tortura, l'abús sexual i l'assassinat de cinc nens i adolescents a la zona de Manchester, amb els cossos de la majoria de les víctimes enterrats a Saddleworth Moor. La Hindley va arribar a ser coneguda per la premsa i el públic com “la dona més malvada de la Gran Bretanya” a causa de la seva participació en aquests actes atroços. La infàmia que va adquirir va persistir fins a la seva mort a la presó l'any 2002.

## Biografia
Myra Hindley va néixer el 23 de juliol del 1942 a Manchester, al Regne Unit. Va créixer a Gorton, una àrea de classe treballadora de Manchester caracteritzada per habitatges marginals de l'època victoriana. La seva infància va estar marcada per la difícil situació familiar; el seu pare, en Bob Hindley, era alcohòlic i sovint violent amb la seva esposa i els seus fills. La família vivia en condicions precàries, i la Myra es va veure obligada a dormir en un llit individual al costat del llit doble dels seus pares. La situació es va deteriorar encara més amb el naixement de la seva germana petita, la Maureen, l'agost del 1946. L'any següent, al cap de cinc anys, la Myra va ser enviada a viure amb la seva àvia a prop de casa.
El pare de la Hindley havia servit al Regiment de Paracaigudistes durant la Segona Guerra Mundial i esperava que la seva filla fos igualment dura. Li va ensenyar a lluitar i va insistir que es defensés per si mateixa. Un incident que va tenir lloc quan la Hindley tenia uns vuit anys il·lustra aquesta influència: un noi del barri li va esgarrapar les galtes, fent-li sang. La Hindley va córrer plorant cap al seu pare, qui la va amenaçar de "pegar-li" si no prenia represàlies. La Hindley va trobar el noi i el va tombar amb una sèrie de cops de puny, recordant més tard que "al cap de vuit anys vaig obtenir la meva primera victòria". Aquesta relació amb el seu pare, segons el professor de psiquiatria forense el Malcolm MacCulloch, la va "brutalitzar" i va distorsionar la seva reacció davant la violència, ja que no només estava acostumada a la violència a casa, sinó que també era recompensada per ella fora.
El juny de 1957, un dels amics més propers de la Hindley, el Michael Higgins, de 13 anys, es va ofegar en un embassament local en desús. La Hindley, que era bona nedadora, va quedar profundament afectada i es va culpar de la seva mort, ja que aquell dia havia decidit anar a un altre lloc amb una altra amiga. Aquest esdeveniment va tenir un impacte significatiu en ella i la va portar a sentir-se cada vegada més atreta per l'Església Catòlica Romana. Va començar a rebre instrucció per a la seva recepció formal a l'Església poc després del funeral de Higgins, prenent el nom de confirmació de la Verònica i rebent la seva Primera Comunió el novembre de 1958.
El primer treball de la Hindley va ser com a administrativa júnior en una empresa local d'enginyeria elèctrica. Era ben considerada per les seves companyes. Al cap de 17 anys, es va comprometre després d'un curt festeig, però va trencar el compromís uns mesos més tard. També va prendre classes de judo, però li costava trobar companys d'entrenament. 

## La Relació amb Ian Brady
La Myra Hindley va conèixer a en Ian Brady el gener del 1961, quan tots dos treballaven a Millwards, una empresa de Manchester. La Hindley es va sentir irresistiblement atreta per en Brady, veient romanticisme i intel·ligència en la seva reserva. Va escriure sobre els seus intensos sentiments per ell al seu diari constantment durant més d'un any abans que ell finalment mostrés algun interès per ella. En Brady, que havia estat recentment alliberat de la presó, va exercir una forta atracció sobre la Hindley.
Finalment, en Brady la va convidar a sortir, i ràpidament la va adoctrinar en les seves opinions polítiques extremes. A la seva primera cita, la va portar a veure la pel·lícula "Els judicis de Nuremberg" i la va animar a llegir obres d'Adolf Hitler i del Marquès de Sade. En Brady va ser el seu primer amant, i aviat va estar completament sota el seu control. Ella es vestia i es pentinava per complaure'l, acceptant les seves opinions polítiques extremes i fins i tot posant per a fotos pornogràfiques. Encoratjat per la seva acceptació sense qüestionaments, les idees de Brady es van tornar encara més escandaloses, culminant amb la seva instrucció que l'assassinat i la violació eren el "plaer suprem". La família i els amics van notar l'efecte acumulatiu que Brady tenia sobre ella, i es va tornar cada vegada més malhumorada i reservada. En Brady va posar a prova la seva lleialtat cega fingint planejar un robatori, i es va sentir satisfet quan ella va prendre totes les mesures necessàries per executar el pla, sense qüestionar-ho. Brady va reconèixer que havia trobat l'ànima bessona que l'ajudaria a fer realitat les seves idees pervertides de dolor i plaer. En Brady va convèncer la Hindley que Déu no existia. Compartien un interès per pel·lícules X i lectures sobre atrocitats nazis, així com lectures sobre filosofia, crim i tortura, incloent-hi obres del Marquès de Sade i Friedrich Nietzsche. També van desenvolupar un interès per la fotografia, incloent-hi la presa de fotos explícites l'un de l'altre. En Brady va començar a parlar de "l'assassinat perfecte" el juliol del 1963, i el juny del 1963 es va mudar amb la Hindley. Amb el temps, la relació entre la Hindley i en Brady es va deteriorar fins a un punt d'odi mutu.

## Els Assassinats de la Lande (Moors Murders)
Els "Moors Murders" van ser una sèrie d'assassinats de nens i adolescents comesos per en Ian Brady i la Myra Hindley entre juliol del 1963 i octubre del 1965. Les víctimes, cinc en total, tenien entre 10 i 17 anys, i almenys quatre d'elles van ser agredides sexualment. Els cossos de tres de les víctimes van ser descoberts en tombes excavades a Saddleworth Moor. El cos de Keith Bennett, segrestat el 16 de juny de 1964, encara no s'ha trobat malgrat repetides recerques.
A continuació es detallen les víctimes conegudes i els mètodes utilitzats en els crims:  
- Pauline Reade de 16 anys: Va ser la primera víctima de la parella, segrestada el 12 de juliol del 1963 mentre anava a un ball. La Hindley la va persuadir de pujar al seu cotxe amb l'excusa d'ajudar-la a buscar un guant perdut. La van conduir a Saddleworth Moor, on en Brady la va agredir sexualment i li va tallar la gola dues vegades. El seu cos va ser enterrat a la landa i no es va trobar fins al 1987, després que la parella finalment confessés. El fet que el cos de la Pauline Reade no es trobés fins al 1987, després de la confessió de la parella, subratlla la seva capacitat per ocultar els seus crims durant un llarg període i el dolor prolongat per a les famílies de les víctimes. La manca de troballa immediata dels cossos va dificultar la investigació inicial i va permetre que els assassins continuessin amb els seus crims. La posterior confessió i la troballa del cos de Reade van proporcionar cert tancament, però també van reobrir ferides antigues i van confirmar la magnitud de la seva culpabilitat.
- John Kilbride de 12 anys: Va ser segrestat el 23 de novembre del 1963 en un mercat d'Ashton-Under-Lyne. La Hindley li va oferir una pujada a casa amb l'excusa de buscar un guant perdut a la landa. Va ser agredit sexualment i estrangulat, i el seu cos va ser trobat a la landa l'octubre de 1965.
- Keith Bennett de 12 anys: Va ser segrestat el 16 de juny del 1964 mentre caminava cap a casa de la seva àvia. La Hindley el va enganyar per pujar a la seva furgoneta amb l'excusa d'ajudar-la a carregar unes caixes. Es creu que va ser agredit sexualment i estrangulat a Saddleworth Moor. El seu cos encara no s'ha trobat. La no troballa del cos de la Keith Bennett  és un aspecte tràgic que ha mantingut la família en un estat de dolor i incertesa durant dècades. El fet que els assassins es neguessin a revelar la ubicació del seu cos, fins i tot després de la confessió, demostra una crueltat addicional i un menyspreu pel patiment de la família. La recerca contínua del seu cos subratlla la importància de proporcionar un tancament a les famílies de les víctimes.
- Lesley Ann Downey de 10 anys: Va ser segrestada el 26 de desembre del 1964 d'una fira local. Va ser portada a casa de la parella, on la van lligar, despullar i obligar a posar per a fotografies. Van gravar la nena suplicant per la seva vida abans de ser assassinada i enterrada a la landa. La gravació de la tortura i la súplica de la Lesley Ann Downey  va ser una prova condemnatòria crucial al judici i va revelar la depravació dels assassins. Aquesta prova auditiva va proporcionar una visió esgarrifosa del patiment de la víctima i va reforçar la imatge de la Hindley i en Brady com a individus extremadament sàdics. La seva reproducció al jutjat va tenir un impacte emocional profund en el jurat i el públic.
- Edward Evans de 17 anys: Va ser l'última víctima coneguda, segrestat el 6 d'octubre del 1965. Va ser assassinat amb una destral a casa de la Hindley davant del seu cunyat, en David Smith.

El paper de la Hindley en els crims va ser actiu i significatiu. Va participar en l'atracció de les víctimes i en almenys quatre dels assassinats. Va ajudar Brady a assassinar quatre nens i va col·laborar després que ell en matés un cinquè. Hindley enganyava les víctimes oferint-los pujades o demanant ajuda , i conduïa fins a Saddleworth Moor on es van cometre els crims. Va participar en l'abús sexual d'algunes víctimes  i va fer una gravació de l'abús sexual de la Lesley Ann Downey. Es van trobar fotos de la Lesley Ann Downey en poses sexualment explícites a casa seva. Es creu que la Hindley va ajudar a capturar les quatre primeres víctimes  i va transportar els cossos a Saddleworth Moor. El paper actiu de la Hindley en els crims, que va més enllà de ser simplement una còmplice , va ser un factor clau en la severitat del judici públic i legal contra ella. Tot i que inicialment va intentar minimitzar la seva participació, les proves, inclosa la gravació i les fotografies, van demostrar que la Hindley no era només una espectadora passiva, sinó una participant activa en la tortura i l'assassinat de nens. Aquesta implicació directa va desafiar les expectatives de gènere sobre la violència femenina i va intensificar la repulsa cap a ella.

## Arrest, investigació i judici
En Ian Brady va ser detingut el 7 d'octubre del 1965, i la Myra Hindley l'11 d'octubre del 1965. La policia va ser alertada pel cunyat de la Hindley, en David Smith, qui va presenciar l'assassinat d'Edward Evans. La valentia d'en David Smith en denunciar els crims va ser crucial per posar fi a la sèrie d'assassinats. Malgrat la seva relació familiar amb Hindley i el perill que corria, va actuar correctament. Smith va ser testimoni directe de l'últim assassinat i, tot i l'horror i la por, va decidir informar la policia. La seva acció va desencadenar la detenció de Hindley i Brady i va permetre descobrir la veritat sobre els crims anteriors. El cos d'e l'Edward Evans va ser descobert a casa de la parella , i es van trobar proves incriminatòries a casa seva, incloent-hi fotografies i la gravació de la Lesley Ann Downey. Posteriorment, es van descobrir els cossos de la Lesley Ann Downey i en John Kilbride a Saddleworth Moor.
El judici de la Myra Hindley i en Ian Brady va començar el 27 d'abril del 1966 a Chester. Tots dos es van declarar no culpables. En Brady va ser declarat culpable dels tres assassinats (l'Edward Evans, la Lesley Ann Downey i en John Kilbride) i va rebre tres cadenes perpètues concurrents. La Hindley va ser declarada culpable dels assassinats de Downey i Evans, i d'encobriment per l'assassinat de la Kilbride, rebent dues cadenes perpètues més set anys. La pena de mort havia estat abolida al Regne Unit poc abans del judici. El judici va generar una intensa atenció mediàtica i va augmentar la repulsa pública cap a la parella. La seva manca de remordiment va exacerbar encara més aquesta reacció.
| Víctima           | Brady                                      | Hindley                                                          |
| ----------------- | ------------------------------------------ | ---------------------------------------------------------------- |
| Pauline Reade     | No jutjat inicialment, confessió posterior | No jutjada inicialment, confessió posterior                      |
| John Kilbride     | Culpable (cadena perpètua)                 | Culpable d'encobriment (7 anys addicionals a la cadena perpètua) |
| Keith Bennett     | No jutjat inicialment, confessió posterior | No jutjada inicialment, confessió posterior                      |
| Lesley Ann Downey | Culpable (cadena perpètua)                 | Culpable (cadena perpètua)                                       |
| Edward Evans      | Culpable (cadena perpètua)                 | Culpable (cadena perpètua)                                       |

## Vida a la presó
A la presó, Hindley va mantenir inicialment la seva innocència. El 1970, va trencar tot contacte amb en Brady  i va iniciar una campanya de per vida per recuperar la llibertat. Durant molt de temps va professar la seva innocència , afirmant ser una dona reformada i sense perill per a la societat. Va obtenir un títol de la Open University amb honors i es va convertir al catolicisme a la presó. El 1987, va confessar la seva participació en els cinc assassinats  i va ser portada amb en Brady a Saddleworth Moor per ajudar en la recerca dels cossos. Va fer diverses apel·lacions sense èxit per obtenir la llibertat condicional , i el seu cas va seguir sent molt controvertit a causa de la naturalesa dels seus crims i els seus intents d'obtenir l'alliberament. En Brady va intentar obstaculitzar els intents de llibertat condicional de la Hindley. També va tenir una relació amorosa amb una guàrdia de presons i va intentar escapar. La Myra Hindley va morir a la presó el 15 de novembre del 2002, als 60 anys, després de complir 36 anys de presó. La seva cremació va ser objecte de controvèrsia, i les seves cendres van ser escampades al Stalybridge Country Park. La vida de la Hindley a la presó va estar marcada per un intent de distanciament d'en Brady, una professió de fe religiosa i una persistent campanya per obtenir la llibertat. Aquests intents van ser rebutjats majoritàriament per l'opinió pública i el sistema legal. La seva evolució a la presó, incloent la confessió tardana i les afirmacions de penediment, van ser vistes amb escepticisme per molts, que creien que eren estratègies per obtenir la llibertat condicional. La intensa aversió pública cap a ella va fer que qualsevol possible alliberament fos políticament inviable.

## Impacte social i llegat
Els "Moors Murders" segueixen sent un dels crims més infames de la història britànica moderna. Van horroritzar la nació als anys 60 i van deixar un llegat de dolor i pèrdua que continua ressonant avui dia. Aquests crims van tenir un impacte durador en la percepció del crim violent al Regne Unit. La Hindley es va convertir en un símbol de la maldat i una de les criminals més odiades de Gran Bretanya , i la seva imatge policial es va convertir en una icona del mal. L'impacte en les famílies de les víctimes va ser profund i durador. La mare de la Keith Bennett, la Winnie Johnson, va fer campanya incansablement per trobar el cos del seu fill. Els crims van plantejar qüestions sobre la manipulació, el mal i la justícia. La premsa va tenir un paper important en la formació de la percepció pública de la Hindley. La implicació d'una dona en crims tan atroços contra nens  va ser un factor que va exacerbar la commoció pública i va desafiar les expectatives de gènere tradicionals sobre la violència. Històricament, les dones han estat percebudes com menys propenses a la violència, especialment contra els nens. La participació activa de la Hindley en els assassinats va trencar aquest estereotip i va generar una condemna particularment forta. Aquesta transgressió de les normes de gènere podria haver contribuït a la seva imatge com "la dona més malvada de Gran Bretanya". La cobertura mediàtica del cas i la figura de la Hindley ha estat constant durant dècades, convertint els "Moors Murders" en un punt de referència en la història criminal britànica i influint en la manera com es reporten aquests crims. La persistència de la fascinació mediàtica amb el cas es deu a diversos factors, incloent-hi la brutalitat dels crims, la implicació d'una dona, la recerca contínua del cos de la Keith Bennett, i els debats sobre la pena de mort i la rehabilitació. Aquesta cobertura constant ha mantingut viu el cas en la memòria pública i ha contribuït a la creació d'una "celebrity" macabra al voltant dels assassins.

## Controvèrsies
Al llarg dels anys, ha existit un debat sobre el grau de culpabilitat de la Hindley i la influència que en Ian Brady va exercir sobre ella. Mentre que alguns creuen que va ser manipulada per en Brady , d'altres la consideren igualment culpable i sàdica. Els seus intents d'obtenir la llibertat condicional també van ser objecte de controvèrsia, amb opinions dividides sobre si realment es va reformar. Personatges com el Lord Longford van defensar la seva rehabilitació , però la majoria de l'opinió pública es va oposar fermament al seu alliberament.
Un altre punt de controvèrsia va ser la pintura "Myra" de Marcus Harvey, que va generar una gran polèmica quan es va exposar públicament. La pintura era una reproducció de la foto policial de Hindley feta amb empremtes de mans d'un nadó. La seva exposició va provocar protestes, actes de vandalisme i fins i tot dimissions a la Royal Academy of Art. L'artista va expressar la seva opinió sobre la possible innocència de la Hindley en els assassinats , mentre que la Hindley, des de la presó, va sol·licitar que es retirés el retrat. La controvèrsia al voltant de la pintura "Myra"  demostra la profunda i duradora reacció emocional que la figura de Hindley continua provocant en la societat, fins i tot en el context de l'art. La representació artística d'un assassí de nens tan notòriament maligne va ser vista per molts com una falta de respecte cap a les víctimes i les seves famílies. Les protestes i els actes de vandalisme van reflectir la ira i el dolor que la imatge de la Hindley encara generava, qüestionant els límits de la llibertat artística quan es tracta de temes tan sensibles.
El 1987, la Hindley va demanar permís per sotmetre's a hipnosi amb l'objectiu d'intentar localitzar el cos de la Keith Bennett, una petició que va generar controvèrsia i va ser inicialment denegada per les autoritats. La sol·licitud de Hindley d'hipnosi per localitzar el cos de la Keith Bennett va generar debat sobre la seva sinceritat i la possible utilitat de tècniques d'hipnosi en investigacions criminals. Tot i que la Hindley va argumentar que el seu objectiu era ajudar la mare de la Keith a trobar el seu fill, molts van veure aquesta petició amb escepticisme, sospitant que era un altre intent de manipular la situació o d'obtenir algun tipus de benefici. La resposta inicialment negativa de les autoritats reflecteix la cautela davant la possibilitat de ser manipulades i les qüestions ètiques i de fiabilitat associades a la hipnosi en contextos legals.
Després de la mort d'en Ian Brady el 2017, es van descobrir unes maletes que li pertanyien, generant esperança que poguessin contenir informació sobre la ubicació del cos de la Keith Bennett. La troballa de les maletes d'en Brady després de la seva mort va generar una última oportunitat, tot i que incerta, per obtenir informació sobre el parador de la Keith Bennett. La desconfiança envers en Brady, fins i tot després de la seva mort, subratlla la seva reputació de ser manipulador i cruel fins al final. La negativa constant d'en Brady a revelar la ubicació del cos de la Keith Bennett durant la seva vida va ser una font de gran frustració i dolor per a la família. La descoberta de les seves maletes va oferir una escassa esperança de trobar finalment el cos, però la llarga història d'engany i manipulació per part del Brady va fer que aquesta esperança fos rebuda amb cautela.